# Всесвітня історія, частина 2
"Всесвітня історія, частина 2 " (англ. History of the World, Part II) — американський скетч-комедійний серіал, прем'єра якого запланована на 6 березня 2023 року на Hulu режисера Мела Брукса. Серіал є продовженням художнього фільму Мела Брукса 1981 року "Всесвітня історія, частина 1 ". Як і в попередньому фільмі, в ньому будуть представлені замальовки, що пародують події з різних періодів людської історії та легенд.

## Акторський склад
В акторському складі — великий ансамбль, у тому числі кілька постійних акторів, які також входять до сценаристів серіалу:.
- Крейда Брукс
- Ванда Сайкс
- Нік Кролл
- Айк Барінхолц

## Виробництво
Незважаючи на назву "Всесвітня історія, частина 2 ", спочатку планів на продовження фільму не було, а натяк на продовження в кінці першої частини був просто жартом. Назва першого фільму була жартівливою відсиланням до п'єси «Історія світу» сера Уолтера Релі, яку колись давно планувалося опублікувати в кількох томах, але був завершений лише перший.
Однак у жовтні 2021 року Hulu та Searchlight Television оголосили, що у розробці знаходиться продовження у вигляді серіалу під назвою «Всесвітня історія, частина 2», виробництво якого розпочалося навесні 2022 року. Мел Брукс став продюсером і режисером серіалу разом з Вандою Сайкс, Айком Барінхолцем та Ніком Кроллом, які також виконають деякі ролі у фільмі.

## Реліз
Прем'єра перших двох серій запланована на 6 березня 2023 року в США, а решту серій буде випущено протягом наступних трьох днів. Дата виходу серіалу в інших країнах поки не оголошена.

## Критика
На сайті-агрегаторі оглядів Rotten Tomatoes 75 % на основі 20 рецензій критиків є позитивними із середньою оцінкою 6,8/10. Консенсус веб-сайту говорить: «Нік Кролл бере естафету у Мела Брукса і змушує його пишатися серією скетчів, що складаються зі зірок, які так само неймовірно забавні — і так само випадкові — як і оригінальний фільм».